# Список игр Virtual Boy

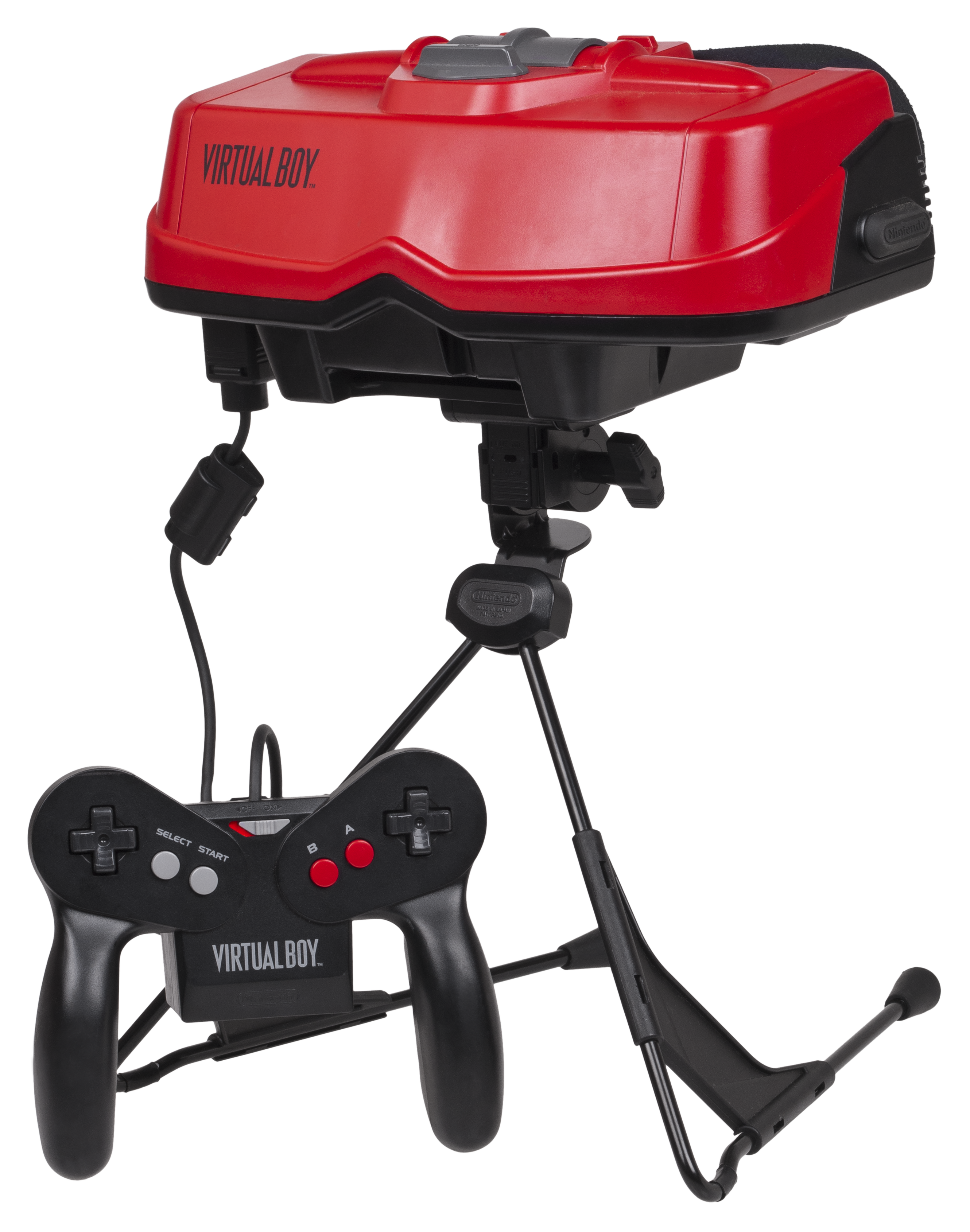
Virtual Boy с контроллером

Virtual Boy являлся 32-битной консолью пятого поколения игровых приставок, выпущенной 21 июля 1995 года в Японии и 14 августа 1995 года в Северной Америке. Всего было продано около 770 тысяч консолей, после чего продажа была свёрнута 22 декабря 1995 года в Японии и 2 марта 1996 года в США. Как результат, консоль стала крупным коммерческим провалом Nintendo, сравнимым с неудачей 64DD.
Ввиду малой популярности и короткого срока жизни на рынке, известно всего 22 игры для Virtual Boy. Некоторые из них вышли только на территории США или только на территории Японии. Ещё 33 анонсированные игры не были выпущены. На территории Европы Virtual Boy никогда официально не распространялся.

## Список игр
| Название                          | Жанр                  | Разработчик                        | Издатель                                         | Дата выхода      | Дата выхода      |
| Название                          | Жанр                  | Разработчик                        | Издатель                                         | Япония           | Северная Америка |
| --------------------------------- | --------------------- | ---------------------------------- | ------------------------------------------------ | ---------------- | ---------------- |
| 3D Tetris                         | головоломка           | T&E Soft                           | Nintendo                                         | не выходила      | 22 марта 1996    |
| Galactic Pinball                  | пинболл               | Intelligent Systems                | Nintendo                                         | 21 июля 1995     | 14 августа 1995  |
| Golf                              | спортивная игра       | T&E Soft                           | Nintendo (США) T&E Soft (Япония)                 | 11 августа 1995  | ноябрь 1995      |
| Innsmouth no Yakata               | шутер от первого лица | Be Top                             | I’Max                                            | 13 октября 1995  | не выходила      |
| Jack Bros.                        | экшен                 | Atlus                              | Atlus                                            | 29 сентября 1995 | 20 октября 1995  |
| Mario Clash                       | аркада                | Nintendo R&D1                      | Nintendo                                         | 28 сентября 1995 | октябрь 1995     |
| Mario’s Tennis                    | спортивная игра       | Nintendo R&D1                      | Nintendo                                         | 21 июля 1995     | 14 августа 1995  |
| Nester’s Funky Bowling            | спортивная игра       | Nintendo R&D3, Saffire Corporation | Nintendo                                         | не выходила      | 26 февраля 1996  |
| Panic Bomber                      | головоломка           | Eighting, Hudson Soft              | Nintendo (Северная Америка) Hudson Soft (Япония) | 21 июля 1995     | декабрь 1995     |
| Red Alarm                         | шутер                 | T&E Soft                           | Nintendo (Северная Америка) T&E Soft (Япония)    | 21 июля 1995     | 14 августа 1995  |
| SD Gundam Dimension War           | пошаговая стратегия   | Locomotive Corporation             | Bandai                                           | 22 декабря 1995  | не выходила      |
| Space Invaders Virtual Collection | shoot 'em up          | Taito                              | Taito                                            | 1 декабря 1995   | не выходила      |
| Space Squash                      | спортивная игра       | Tomcat System                      | Coconuts Japan Entertainment                     | 28 сентября 1995 | не выходила      |
| Teleroboxer                       | файтинг               | Nintendo R&D1, Nintendo R&D3       | Nintendo                                         | 21 июля 1995     | 14 августа 1995  |
| V-Tetris                          | головоломка           | Bullet-Proof Software              | Bullet-Proof Software                            | 25 августа 1995  | не выходила      |
| Vertical Force                    | Shoot 'em up          | Hudson Soft                        | Nintendo (NA) Hudson Soft (JP)                   | 12 августа 1995  | 1 декабря 1995   |
| Virtual Bowling                   | спортивная игра       | Athena                             | Athena, Nihon Bussan                             | 22 декабря 1995  | не выходила      |
| Virtual Boy Wario Land            | платформер            | Nintendo R&D1                      | Nintendo                                         | 1 декабря 1995   | 27 ноября 1995   |
| Virtual Fishing                   | рыбалка               | Locomotive Corporation             | Pack-In-Video                                    | 6 октября 1995   | не выходила      |
| Virtual Lab                       | головоломка           | Nacoty                             | J-Wing                                           | 8 декабря 1995   | не выходила      |
| Virtual League Baseball           | спортивная игра       | Kemco                              | Kemco                                            | 11 августа 1995  | 11 сентября 1995 |
| Waterworld                        | экшен                 | Ocean Software                     | Ocean of America                                 | не выходила      | 21 декабря 1995  |

1. ↑  Отменена на этапе разработки под названием Polygo Block.[5]
2. ↑  Отменена на этапе разработки под названием House of Insmouse.[5]
3. ↑  Отменена на этапе разработки.[5]